# Superdance compilation
Superdance compilation è un album in studio di Gianni Drudi, pubblicato nel 2002.

## Tracce
1. Micio micio bau bau
2. La ballata del militare
3. La danza sensuale
4. Caramuru
5. Mare mare mare
6. Il ritorno del grillo parlante
7. Agguanta la mela
8. La mano muerta
9. Il ballo del cammello
10. Che mago che sei! (canta Mago Gabriel)
11. Non sono un bluff
12. Macaregna che carogna
13. Fiky Fiky (canta Mago Gabriel)
14. La danza del culetto
15. I love you America
16. Il ballo del pinguino